# Negra, Punta (udde i Antarktis, lat -62,49, long -60,72)
Negra, Punta är en udde i Antarktis. Den ligger i Sydshetlandsöarna. Argentina, Chile och Storbritannien gör anspråk på området.
Terrängen inåt land är varierad. Havet är nära Negra, Punta åt nordost. Trakten är obefolkad. Det finns inga samhällen i närheten. 